# Tetrafenylbutadien
Tetrafenylbutadien (IUPAC název: 1,1,4,4-tetrafenyl-1,3-butadien, zkráceně TPB) je organická chemická sloučenina používaná jako elektroluminiscenční barvivo. To svítí modře s maximem emisního spektra při vlnové délce 430 nm.